# Sturnira oporaphilum
Sturnira oporaphilum (Tschudi, 1844) è un pipistrello della famiglia dei Fillostomidi diffuso nell'America meridionale.

## Descrizione

### Dimensioni
Pipistrello di piccole dimensioni, con la lunghezza della testa e del corpo tra 66 e 75 mm, la lunghezza dell'avambraccio tra 44 e 48 mm, la lunghezza del piede tra 13 e 17 mm, la lunghezza delle orecchie tra 12 e 19 mm e un peso fino a 23 g.

### Aspetto
La pelliccia è lunga e densa con i singoli peli bicolori o tricolori. Le parti dorsali sono marroni con la base bianca, mentre le parti ventrali sono marroni chiare. Sono presenti dei ciuffi di lunghi peli brillanti intorno a delle ghiandole situate su ogni spalla. Il muso è corto e largo. La foglia nasale è ben sviluppata e lanceolata, con la porzione anteriore saldata al labbro superiore. Le orecchie sono corte, triangolari, con l'estremità arrotondata ed ampiamente separate. Il trago è corto ed affusolato. Le ali sono attaccate posteriormente sulle caviglie. I piedi sono cosparsi di peli. È privo di coda, mentre l'uropatagio è ridotto ad una frangia di peli lungo la parte interna degli arti inferiori. Il calcar è corto.

## Biologia

### Alimentazione
Si nutre di frutta.

### Riproduzione
Una femmina che allattava è stata catturata in Argentina a metà novembre.

## Distribuzione e habitat
Questa specie è diffusa nell'Ecuador meridionale, Perù, Bolivia e Argentina nord-occidentale.

## Conservazione
La IUCN Red List, considerato l'areale limitato e il declino nell'estensione e nella qualità del proprio habitat, classifica S.oporaphilum come specie prossima alla minaccia di estinzione (Near Threatened).